# Harrisonville
Harrisonville — метеорит-хондрит масою 35000 грам.